# Eutrichota fuscigenua
Eutrichota fuscigenua är en tvåvingeart som beskrevs av Feng 1987. Eutrichota fuscigenua ingår i släktet Eutrichota och familjen blomsterflugor. Inga underarter finns listade i Catalogue of Life.